# 麻辣拌

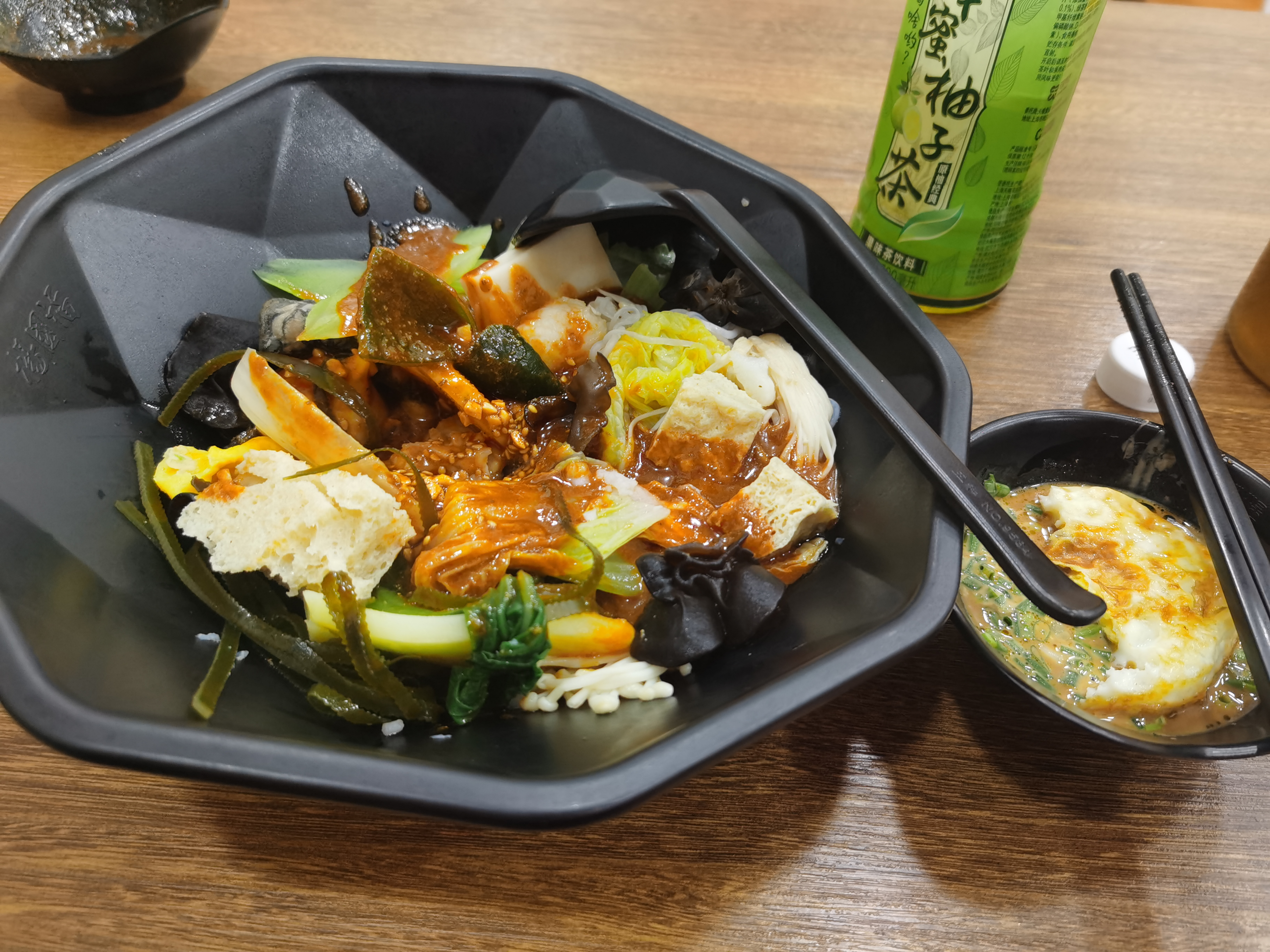
一份在杨国福麻辣烫餐厅供应的麻辣拌

麻辣拌是一种起源于中国辽宁省抚顺市的小吃。

## 简介
麻辣拌由四川麻辣烫改良而来，与麻辣烫最大的不同之处就是汤汁极少。麻辣拌是将各种菜品汆烫煮熟之后沥干水分捞出，再加上各种调味料拌匀。如今，麻辣拌已经成为抚顺当地的特色小吃；2016年，抚顺市旅游委举办的“抚顺十大风味小吃”评选中，麻辣拌最终入选。